# Tender is the north
Tender is the north is een muziekalbum van de Welshe organist Iain Quinn. Quinn nam in de jaren 2000-2009 een aantal albums op voor Chandos met minder gangbaar repertoire binnen de orgelmuziek. 
Eerst verscheen een album met orgelmuziek van Tsjechische bodem met muziek van componisten als Antonín Dvořák en Bohuslav Martinů. Men vond de keus van de werken passend, maar de keus voor het orgel vond men minder. Dat veranderde toen Quinn een album opnam met muziek van Amerikaanse componisten, zoals Samuel Barber en Charles Ives. Quinn bespeelde toen orgel van Coventry Cathedral. Datzelfde orgel diende als uitvoerend muziekinstrument op Tender is the north. Quinn koos toen voor muziek voor orgel geschreven door Scandinavische (in de ruimste zin) componisten. Hij bracht met die opname veelal onbekend materiaal weer in de discografie, maar ook twee stukken, die nog nooit waren vastgelegd.
Het album werd bejubeld binnen de niche van orgelmuziek. Als pluspunten werden gegeven het (her)uitgebrachte werk, de robuuste klank van het orgel en de geluidskwaliteit van de opnamen. Dat laatste is eigenlijk al vanaf het begin van de compact disc in 1983 een vaste opmerking bij opnamen van Chandos.

## Muziek
| Nr. | Titel                                                                         | componist      | Duur  |
| --- | ----------------------------------------------------------------------------- | -------------- | ----- |
| 1.  | Kaksi kappeletta uruille                                                      | Jean Sibelius  | 10:46 |
| 3.  | Tre tonestykker                                                               | Niels Gade     | 13:02 |
| 6.  | Twee preludes voor orgel                                                      | Selim Palmgren | 2:32  |
| 8.  | Larghetto (eerste opname)                                                     | Åskell Másson  | 8:13  |
| 9.  | Variasjoner over den norske folketone ‘Med Jesus vil eg fara’ (eerste opname) | Knut Nystedt   | 13:09 |
| 17. | Sonate voor orgel                                                             | Otto Olsson    | 22:47 |